# Victodrobia burni
Victodrobia burni é uma espécie de gastrópode  da família Hydrobiidae. É endémica da Austrália.